# Neulehrer

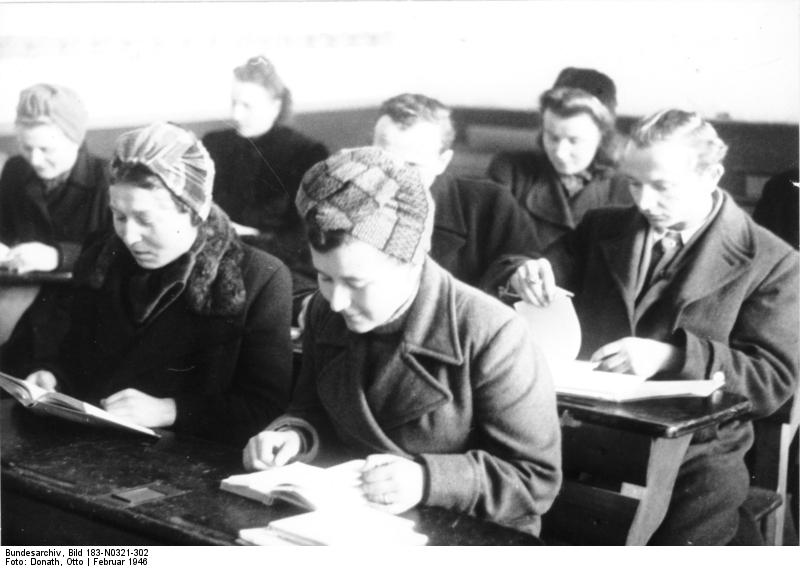
Neulehrer en formation à Berlin-Lichtenberg, zone d'occupation soviétique, en 1946.

Un Neulehrer (en français, un « nouveau professeur ») est un enseignant formé en un temps très court et installé par les Alliés dans le cadre de la dénazification de l'Allemagne, divisée et occupée entre 1945 et 1949. Ces nouveaux professeurs devaient garantir le caractère démocratique, non souillé par le passé nazi, de l'éducation destinée à la jeunesse allemande.

## Recrutement et formation
Dans la zone d'occupation soviétique, de jeunes diplômés comme de jeunes ouvriers accèdent ainsi au professorat en suivant un court programme. Les candidats pouvant attester d'un diplôme universitaire sont recrutés par ce programme de rééducation, dès lors qu'ils peuvent prouver qu'ils ne s'étaient pas compromis avec le parti nazi ou les organismes étatiques pendant le Troisième Reich. Ils reçoivent ensuite des instructions basiques de pédagogie, et sont autorisés à enseigner au bout de quelques mois, en règle générale 4 à 8 mois dans la zone d'occupation soviétique. On y promeut surtout de jeunes ouvriers. 

## Encadrement et résultats

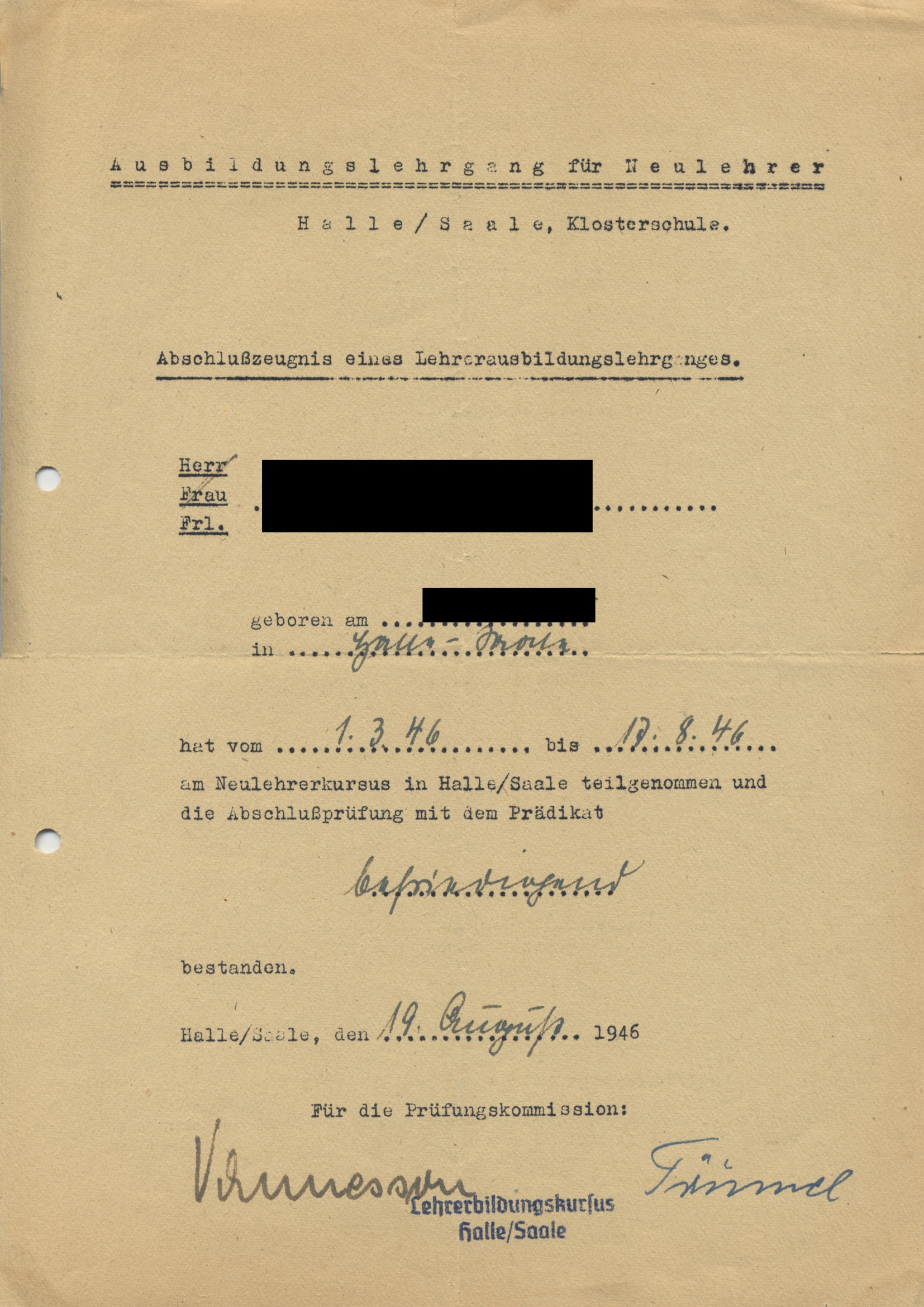
Diplôme de la RDA (anonyme).

Des facultés de pédagogies sont créées au sein des universités des zones d'occupation occidentales, et la formation n'y dure tout au plus qu'une année.
Alors que quelques professeurs au passé national-socialiste sont encore tolérés pendant la première année du programme, les consignes encadrant le corps professoral se durcissent peu à peu. Seuls quelques rares professeurs au passé douteux sont autorisés à poursuivre leur activité après 1947, et après avoir suivi un cours de civisme. 
Dans la zone d'occupation soviétique, le programme est d'emblée si ambitieux que la majeure partie du corps professoral y est remplacée rapidement par quelque 40 000 d'entre eux. Les résultats du programme sont satisfaisants, procurant notamment un emploi à de nombreux chômeurs de l'Allemagne d'après-guerre, et ce en dépit des critiques de l'ancien corps professoral, visant en particulier la médiocre et rapide formation de ces trop nouveaux professeurs. Ceux-ci, en règle générale déjà diplômés de l'enseignement supérieur, ont en très grande majorité poursuivi leur carrière dans l'enseignement. 
Dans la zone d'occupation soviétique, l'embauche de ces nouveaux professeurs sert également à renforcer le contrôle du parti communiste, la SED, sur l'école et l'enseignement. Dès 1949, ils comptent pour 67,8 % de l'effectif du corps professoral, et 47,7 % de ces nouveaux professeurs sont également adhérents de la SED, contre 10 % pour le parti chrétien-démocrate, la CDU.